# Asteroide cruzador de Mercúrio

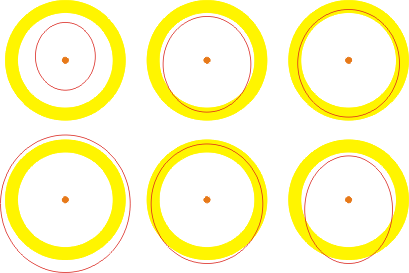
Diagrama exibindo diferentes órbitas de asteroides. A faixa amarela representa a órbita terrestre de Mercúrio; a linha vermelha representa a órbita do asteroide, como se segue:
• Interna: esquerda, acima
• Interior: centro, acima
• Coorbital (Asteroide troiano): direita, acima
• Externa: esquerda, abaixo
• Exterior: centro, abaixo
• Cruzadora: direita, abaixo.

Um asteroide cruzador de Mercúrio é um corpo menor que atravessa a órbita do planeta Mercúrio.

## Características
Um Asteroide cruzador de Mercúrio é um asteroide que, em qualquer ponto de sua órbita está mais perto do Sol do que o afélio de Mercúrio (0,4667 UA).
Todos estes asteroides estão em órbitas excêntricas (0.3722631 mínimo para o 2005 TG45 e 0,9689489 máximo para o 2006 HY51) e às vezes muito inclinada. Consequentemente, além do que a órbita de Mercúrio, todos eles cruzam a órbitas de Vênus e quase todos a órbita da Terra; muitos cruzam a órbita de Marte e um pequeno número vai além da órbita de Júpiter.

## Lista
- 2005 HC4
- 2017 TC1
- 2006 HY51
- 2008 FF5
- 2017 MM5
- 2015 EV
- 2016 GU2
- 2000 BD19
- 2004 UL
- 2007 EP88
- 2011 KE
- 2008 HW1
- 2015 HG
- 2012 US68
- 2011 XA3
- 2002 PD43
- 2008 XM
- 2008 HE
- 2002 AJ129
- 2000 LK
- 2007 EB26
- 2011 CP4
- 1995 CR
- 2007 GT3
- 2017 AF5
- 2004 QX2
- 2011 BT59
- 2004 XY60
- 2015 KO120
- 2007 PR10
- 2006 TC
- 2013 JA36
- 2008 MG1
- 2013 HK11
- 2017 SK10
- 3200 Phaethon
- 2013 YC
- 2010 JG87
- 2015 KP157
- 2015 DU180
- 2016 XK24
- 2012 UA34
- 2016 NT22
- 2005 EL70
- 2017 HE4
- 2005 UD
- 2006 CJ
- 2000 NL10
- 2011 WN15
- 2013 WM
- 2001 TD45
- 2005 RV24
- 2008 EY68
- 2002 PM6
- 2001 DQ8
- 2015 VQ64
- 2013 AJ91
- 2017 EP22
- 2003 BA21
- 2011 YX62
- 1566 Icarus
- 2002 LY45
- 2009 HU58
- 5786 Talos
- 2003 UW29
- 2015 RD36
- 1998 KN3
- 2007 MK6
- 2015 KJ122
- 2015 DZ53
- 2010 VA12
- 1996 BT
- 2000 WO17
- 2001 KR1
- 1999 KW4
- (66391) 1999 KW4
- 2001 XS30
- 2003 MT9
- 2014 UV116
- 2003 LP6
- 2016 TE56
- 2016 PO66
- 2006 KE89
- 2004 LG
- 1999 GT3
- Jormungandr
- 1999 FK21
- 2005 GL9
- 1995 LG
- 2008 KP
- 2017 WP28
- Tjelvar
- 1998 FH74
- ʻOumuamua
- 1999 GJ4
- 2017 JJ2
- 2011 GS60
- 2017 SR17
- 2013 JX28
- 1984 QY1
- 2017 UO
- 2013 QK48
- 2017 FU90
- 1998 RO1
- 2004 EC
- 2013 ND15
- 2002 UR3
- 2006 KZ112
- 2017 XR
- 2018 AW
- 2017 MM8
- 2005 LG8
- 2014 LJ21
- 2002 FB3
- 2000 BJ19
- 2000 SY2